# Il matrimonio e il ripudio
Il matrimonio e il ripudio è un insegnamento di Gesù riportato dai vangeli sinottici.

## Racconto evangelico
Il Vangelo secondo Matteo racconta che alcuni farisei si avvicinarono a Gesù per metterlo alla prova e gli chiesero se fosse lecito ripudiare la propria moglie. Gesù rispose: «Non avete letto che il Creatore da principio li creò maschio e femmina e disse: Per questo l'uomo lascerà suo padre e sua madre e si unirà a sua moglie e i due saranno una carne sola? Così che non sono più due, ma una carne sola. Quello dunque che Dio ha congiunto, l'uomo non lo separi». Gli obiettarono: «Perché allora Mosè ha ordinato di darle l'atto di ripudio e mandarla via?». Rispose loro Gesù: «Per la durezza del vostro cuore Mosè vi ha permesso di ripudiare le vostre mogli, ma da principio non fu così. Perciò io vi dico: Chiunque ripudia la propria moglie, se non in caso di concubinato, e ne sposa un'altra commette adulterio».
Il racconto del vangelo secondo Marco è abbastanza simile, tranne che nella parte finale: «Chi ripudia la propria moglie e ne sposa un'altra, commette adulterio contro di lei; se la donna ripudia il marito e ne sposa un altro, commette adulterio».
Il vangelo secondo Luca è molto più sintetico: Chiunque ripudia la propria moglie e ne sposa un'altra, commette adulterio; chi sposa una donna ripudiata dal marito, commette adulterio.